# 塔皮切區
塔皮切區（西班牙語：Distrito de Tapiche），是秘魯的一個區，位於該國東北部洛雷託大區的雷克納省，始建於1943年7月2日，面積2,014.23平方公里，海拔高度119米，2005年人口913，人口密度每平方公里0.45人。